# Killing with a Smile
Killing with a Smile is het debuutalbum van de Australische metalcore band Parkway Drive. Het album werd in 2005 uitgebracht in Australië op Resist Records en in 2006 in de rest van de wereld op Epitaph Records.

## Nummers
| 1.                 | Gimme AD (Adam Dutkiewicz)          | 3:31 |
| 2.                 | Anasasis (Xenophontis)              | 3:31 |
| 3.                 | Pandora                             | 3:58 |
| 4.                 | Romance Is Dead                     | 5:18 |
| 5.                 | Guns for Show, Knives for a Pro     | 2:44 |
| 6.                 | Blackout                            | 2:43 |
| 7.                 | Picture Perfect, Pathetic           | 2:44 |
| 8.                 | It's Hard to Speak Without a Tongue | 4:14 |
| 9.                 | Mutiny                              | 3:17 |
| 10.                | Smoke 'Em If Ya Got 'Em             | 3:40 |
| 11.                | A Cold Day in Hell                  | 4:01 |
| Totale duur: 39:37 |                                     |      |

In de nummers "Guns for Show, Knives for a Pro" en "Mutiny" komen respectievelijk geluidssamples voor van Bruce Willis uit de film Die Hard 2: Die Harder en van Johnny Depp uit de film Pirates of the Caribbean: The Curse of the Black Pearl.
De naam voor het nummer "Guns for Show, Knives for a Pro" komt uit een quote van de film Lock, Stock and Two Smoking Barrels.

## Bezetting
- Winston McCall - Zanger
- Jeff Ling - Gitarist
- Luke Kilpatrick - Gitarist
- Shaun Cash - Bassist
- Ben Gordon - Drummer
- Adam Dutkiewicz - Producer